# 京浜急行電鉄のダイヤ改正
京浜急行電鉄のダイヤ改正（けいひんきゅうこうでんてつのダイヤかいせい）は、京浜急行電鉄において実施されてきた歴代のダイヤ改正について記述する。
鉄道事業者名・路線名・駅名・車両形式名は時系列で記述する。

## 1960年代

### 1966年7月3日改正
7月7日に久里浜線の三浦海岸駅延伸開業に控えたダイヤ改正。
- 特急は平日でも終日10分間隔での運行となった[1]。

### 1968年6月15日改正
都営1号線と相互直通運転を行う為に行われた白紙改正。
- 都営1号線との相互直通運転は1968年6月21日に開始されたが予行演習も兼ねてダイヤ改正は相互直通運転に先行して行われた。
- 京急線内のダイヤは乗り入れ先となる都営1号線とあわせる必要があったため、都営1号線共々、終日20分サイクルのパターンダイヤが構築された。
- この改正から「快速特急」という種別が新規に設定されることとなった。
- このダイヤ改正から「特急」停車駅に青物横丁が追加されることとなった。
- 日中は20分サイクルに品川 - 久里浜の「快速特急｣、押上 - 三浦海岸の「特急」、青砥 - 川崎の「急行」、新町 - 逗子海岸の「急行」が各1本、品川 - 浦賀の「普通」が2本設定された。
- また本線と直通列車の設定がない空港線は日中「普通」が20分に1本設定された。
- なお日中の押上 - 三浦海岸の「特急」と青砥 - 川崎の「急行」には都営1号線の乗り入れ規格を満たす必要があったことから京急からは1000形、東京都交通局からは5000形が充当され、｢特急｣には京急1000形が、「急行｣には都営5000形が充当された。
- また平日の朝夕ラッシュ時には都営1号線の運転間隔が5分毎から2分30秒毎へと倍増し、同線と直通する｢特急｣と「急行」においても各々20分毎から10分毎へと倍増するダイヤとなった。
- なお平日の朝夕ラッシュ時の都営1号線に直通しない列車としては10分サイクルに「特急」（三浦海岸・久里浜・浦賀 → 品川）、「急行」（川崎 - 逗子海岸）、「普通」（品川 - 浦賀）が各1本というダイヤであり、これに前述の都営線直通の「特急」と「急行」を加えて、平日朝ラッシュ時は1時間に24本、平日夕ラッシュ時は同18本というダイヤであった。
- なお京急車はこの時点ではあくまでも押上までの乗り入れとなった。

## 1970年代

### 1971年11月15日改正
- 金沢文庫駅 - 神奈川新町駅間で上りの普通列車4本が6両化された[2]。

- 金沢文庫駅 - 浦賀駅間で普通の6両運転が開始された[3]。

### 1974年12月2日改正
12両編成運転の開始に伴うダイヤ改正。
- ラッシュ時に金沢文庫駅 - 横浜駅間でC特急のうち、4本を12両編成運転で行う[4]。

### 1975年4月26日改正
久里浜線三崎口延伸に伴うダイヤ改正。
- 従来の運行パターンのまま大部分のH特急を三崎口まで延長し、行楽シーズンに快特が不定期延長が行われる場合も乗り入れ[4]。

### 1976年10月15日改正
北品川駅 - 青物横丁駅間の高架化完成と新馬場駅開業に伴うダイヤ改正。
- 神奈川新町駅 - 逗子海岸駅間で日中の急行が復活[5]。

### 1977年11月11日改正
- 大師線に大型車両が導入される[5]。

### 1978年

#### 3月6日改正
- 普通のランカーブ変更に伴い、所要時間短縮および、吊り掛け車のラッシュ時の普通廃止。
- 神奈川新町駅におけるホーム延伸工事が完成したことにより、金沢文庫駅 - 神奈川新町駅間で12両編成運転が実施された[6]。

#### 6月21日改正
- 平日朝ラッシュ時における浅草線直通列車が8両編成での運行が開始された。

#### 8月21日改正
- 平日の夕方にも快速特急の運転開始[7]。
- ラッシュ時における普通、特急のスピードアップによる時間短縮[7]。
- 朝夕ラッシュの６往復において、H特急の8両乗り入れ開始

## 1980年代

### 1981年6月22日改正
「通勤快特」新設のために行われた改正。
- 品川と川崎の上りホーム延伸工事が完了し12両編成まで停車できるようになったため、それまで平日の朝ラッシュ時には品川まで8両編成で運転されていた「特急」を文庫で品川方に4両増結し12両編成で運転すると同時に12両で運転する区間を「特急」から「快速特急」に格上げすることとなり、この列車を「通勤快特」とすることとなった[8]。
- なお「通勤快特」は文庫までが8両編成の「特急」、文庫 → 品川が12両編成の「快速特急」という扱いであったため、車内の停車駅案内には「通勤快特」の欄は設けられず『通勤快特（平日朝ラッシュ時上り運転）の停車駅は浦賀駅・三崎口駅〜横浜駅間は特急、横浜駅〜品川駅間は快速特急の停車駅です。』と案内された。
- 全線での終車の延長

### 1982年4月1日改正
朝ラッシュ時の普通車6両運転区間延長に伴う改正
- これまで、朝ラッシュ時の普通は神奈川新町から4両編成で運転したのを、6両編成に増強、
これにより朝ラッシュ時の所要時間が短縮され、通勤快特は品川で後続の急行に接続するようになった
- 前年に設定された通勤快特は2本増発され、計9本となった[9]。

### 1983年4月1日改正
朝ラッシュ時の急行8両運転開始に伴う改正
- 朝ラッシュ時の急行で一部列車が8両編成で運転するようになった。
- 品川駅の普通3番線着開始により、通勤快特が、金沢文庫 → 品川間で完全12両化となった。

### 1985年10月19日改正
京成本線青砥 - 京成高砂駅間複々線完成に伴う改正
- 朝ラッシュ時の急行で京浜川崎発京成成田行の急行が1本誕生した。
- 青砥駅高架化工事完成に伴い、日中時間帯は京成高砂駅で折り返していたH特急を青砥駅折り返しに変更

### 1986年4月1日改正
夕ラッシュ時の快特12両運転開始に伴う改正
- 夕ラッシュ時の快特6本が品川駅 - 金沢文庫駅間で12両編成で運転するようになった。
- この改正で、京急600形電車 (2代)が引退した。

### 1987年4月10日改正
京急富岡駅待避線完成に伴う改正
- これまで、平日の6往復を除いて、6両編成であった、浅草線直通の特急がラッシュ時間帯においては、全て8両化された。

### 1987年12月13日改正
南太田駅待避線完成に伴う改正
- 久里浜線の増発に伴い、日中時間帯の普通列車の行き先変更
- 弘明寺駅のホームが8両対応になったことから、急行の停車駅が見直され、京急富岡駅が終日停車駅となり、井土ヶ谷駅は平日朝上りのみ停車から、平日朝夕時間帯と、土曜・休日朝上りと夕方下りに急行が停車するようになり、それまで通過駅であった弘明寺駅は平日朝夕時間帯と、土曜・休日朝上りと夕方下りに急行が停車するようになった。

### 1988年11月16日改正
- 浅草線直通の特急が全て8両化された[10]。

## 1990年代

### 1991年3月19日改正
京成電鉄の成田空港ターミナル直下新駅開業および北総開発鉄道の第2期開業に伴う改正
- 京急線内においては大きな変化はなかったが日中に高砂 - 川崎で運転されていた「急行」が千葉ニュータウン中央 - 川崎で運転されるようになったため、これに伴う行先変更や運用変更が行われた。
- この改正までは定期運用においては都営車が「急行」で新逗子（現：逗子・葉山、以下同）まで乗り入れてくるだけであったが、この改正から北総・公団車が「急行」で川崎まで、京成車が「急行」で川崎まで、1日1往復ではあるが京成車が「特急」で三崎口までそれぞれ乗り入れてくるようになった。なお、京急と北総・公団との乗り入れは、この時点では北総・公団車の片乗り入れであった。

### 1992年4月16日改正
定員制列車「京急ウィング号」運転開始に伴う改正
千葉急行電鉄線（現・京成千原線）の開業（千葉中央駅 - 大森台駅間）に伴う改正
- 最終の特急区間延長に伴い、終車延長

### 1993年4月1日改正
羽田空港沖合展開事業の進展に伴う空港線穴守稲荷駅 - 羽田駅（現・天空橋駅）間開業に伴う改正
- ウィング号および都営車による三崎口行き登場
- 　品川（一部は都営線・北総線直通） - 羽田駅（当時）の急行列車が運転開始。
  - 羽田駅開業当時は空港線（特に糀谷駅）のホーム有効長が6両編成であったために、京成車・都営車・京急車での運転となった。この関係で京急車が初めて北総・公団線に入線（1993年3月に京急車を使用して北総・公団線内での教習・習熟運転を実施）することとなり、京急と北総・公団との間はこれまでの北総・公団車のみの片乗り入れから相互乗り入れに変更した。また直通列車は日中時間帯に限定され、休日は終日にわたり6両編成で空港線に直通した。8両編成での運転開始は1994年12月10日から実施した。

### 1994年4月25日改正
- 生麦駅に下り待避線が完成したことに伴う優等の所要時間短縮

### 1995年4月1日改正
快速特急の最高時速120km運転開始に伴う改正
千葉急行電鉄の路線延長（大森台駅 - ちはら台駅間）に伴う改正
北総開発鉄道の路線延長（千葉ニュータウン中央駅 - 印西牧の原駅間）に伴う改正
- 快速特急が品川駅 - 横浜駅間にて最高時速120km運転を開始。なお、増圧ブレーキ改造を施工していない車両ならびに横浜駅以南と久里浜線では、最高時速110kmでの運転となった。なお、120km運転自体は準備段階として2月21日より実施していた。また、同日より昼間点灯を開始した。
- 前年の12月10日より、空港線に8両編成が入線できるようになり、朝夕の一部の川崎発着の急行を羽田行きに振り替えた。これにより京急車の北総・公団線への乗り入れが一旦廃止され、1993年3月以前の片乗り入れに変更されたが、この年の7月24日のダイヤ修正で運用が変更された結果、1000形の一部編成のみが再度北総・公団線へ乗り入れたことで、わずか3ヶ月半余りで再度相互乗り入れに戻っている。
- この改正で京成車の三崎口乗り入れが一旦廃止され、川崎が南限となった。

### 1996年7月20日改正
久里浜線の増強
- 久里浜線の久里浜駅以南は10分間隔に変更する。平日昼間時間帯に普通車が久里浜線に乗り入れを行う。
- 快速特急は久里浜駅以南各駅停車に変更となった。
- 夏期の特別ダイヤが廃止
- ウィング号が2本増発され、計10本となった。

### 1997年10月4日改正
12両編成の特急・快速特急を増強。
- 都営線直通の特急の12両運転区間を品川駅まで延長
- 土休日の快速特急が品川駅 - 金沢文庫駅間で12両編成運転を開始。
- 平日の昼間時間帯の京急川崎駅 - 新逗子駅間の急行を普通車に格下げ。
- 平日の日中に都営車使用の久里浜線直通特急および横浜行き普通の新設
- 都営線 - 空港線直通の特急を新設。これにより都営線直通列車は1時間あたり9本となった。

### 1998年11月18日改正
かねてより進められていた羽田空港新ターミナル直下への乗り入れ工事が完成、2代目となる羽田空港駅（現・羽田空港第1・第2ターミナル駅、以下同）開業にともなう改正。
- 羽田空港新ターミナル直下への乗り入れが実現した事により、都営浅草線・京成線を介して成田空港とを結ぶ空港間連絡列車の設定が可能となったため、昼間帯に羽田空港駅 - 成田空港駅間にエアポート快速特急（現・エアポート快特）が80分（1時間20分）間隔で設定された。また、エアポート快速特急を補完するため、羽田空港駅 - 京成線・青砥駅間で運転され、青砥駅で京成上野駅 - 成田空港駅間の特急に接続する、エアポート特急も80分間隔で同時に設定され 、両列車を合わせると40分間隔での設定となった。
両列車の停車駅の違いがあるのは京急線内のみで、都営・京成線内（泉岳寺駅 - 青砥駅間）での停車駅は同一であったが、両列車とも初めて都営線内でも通過運転を行うようになった。
京急線内における両列車の停車駅はエアポート快速特急が京急蒲田駅と品川駅、エアポート特急がこの2駅に加えて空港線内の各駅と平和島駅・青物横丁駅であった。
両列車への使用車両は京急車は原則として600形で、都営車は5300形、京成車は原則として3700形または3400形で、車両運用の都合により、京急車や都営車が京成上野駅 - 青砥駅間に乗り入れるようにもなった。
- 横浜・逗子・横須賀方面からの羽田空港へのアクセスの利便性確保のため、京急蒲田駅が快速特急停車駅に追加された。
- 平日の快速特急が三崎口駅まで区間延長され、普通車の京急久里浜以南の廃止
- 2000形による逗子線での定期運用が初めて設定された。また、平日朝の品川行き通勤快特のうちの1本が泉岳寺駅まで区間延長された。当該列車には2100形が使用され、同車による初の泉岳寺駅乗り入れとなった。
- 日中の平和島駅での快特待避は北総線直通の急行から、エアポート特急と京成線直通の急行に変更された。
- また、2か月後の1999年1月15日に空港線関連で改正があり、早朝に泉岳寺駅始発の快速特急が1本増発されると共に、日中時間帯の北総線―川崎系統の特急を快速特急に格上げの上羽田系統とするなどの利便性向上を図った。

### 1999年7月31日改正
- 本改正は全面改正（白紙改正）となった[16]。
- 本改正より、それまで快速特急の略称として用いられていた「快特」が正式な種別名となった。また、これに関連してエアポート快速特急もエアポート快特が正式名称となった。しかし、『京浜急行全駅標準時刻表（平成11年度版）』では、「快特」ではなく「快速特急」のまま記載されている一方、「エアポート快速特急」は「エアポート快特」として記載されている。

- 快特は久里浜線内各駅停車となった。これに関連して同線内での列車種別としての普通列車の設定が朝夕のみとなった。
- 1968年6月の都営浅草線との相直開始以来の基本であった、品川駅発着の快速特急と都営線直通の特急による10分間隔での運転を改め、都営線直通の特急は快特に格上げされた。また、エアポート特急はエアポート快特に統合された[16]。（運転区間に変更なし）
- 本線・京急蒲田駅以南および逗子線の急行が廃止され、代替措置として京急川崎駅 - 金沢文庫駅間で普通が増発され、同区間での普通は約5分間隔での運転となった。
- 横浜方面からの羽田空港アクセスの利便性向上のため、このとき始めて横浜方面から空港線羽田空港への直通列車が設定され、横浜-羽田空港が乗換不要となった[16]。
  - 運用は全日とも早朝に三浦海岸駅発の快特と京急久里浜駅発の特急が各1本設定され、このうちの前者は金沢文庫駅以南での上りの初電となり、2100形での運転となった。
  - 当時は横浜寄りに空港線への渡り線が設置されていなかったために品川よりの空港線との分岐地点まで走って、そこでスイッチバックを行っていた。
- 平日朝ラッシュ時に設定されていた通勤快特は金沢文庫駅以南を特急、以北を快特として運転する形態に改められ、通勤快特の種別名称は廃止された。
- 逗子線へ特急乗り入れ（逗子線内は各停）
- 土休日の夕方以降久里浜線久里浜以南の完全10分間隔化
- ウイング号1本増発[16]
- 空港線関連に関しては朝ラッシュ時の空港線内の折り返し列車を品川方面（ほとんどが都営線からの直通）発着の急行に変更された。

## 2000年代

### 2000年7月22日改正
北総開発鉄道の路線延長（印西牧の原駅 - 印旛日本医大駅間）に伴う改正
- 土休日の都営線直通快特が品川駅 - 金沢文庫駅間で12両編成運転を開始[17]
- 平日の朝ラッシュ時の京急久里浜駅 - 三崎口駅間に2往復増発[17]

### 2001年9月15日改正
都営線直通快特の最高時速120km運転開始に伴う改正
京成押上線八広駅の待避線設置に伴う改正
- 本改正より、これまで全線にて最高時速110km運転であった都営線直通快特も品川駅 - 横浜駅間にて最高時速120km運転を開始した[18]。ただし、京急車にかぎる。
- 平日・土休日とも、夜間に羽田空港発京急久里浜行き快特・特急各1本ずつの運転が開始された。なお平日の快特は空港線初の2000形での運用となった。
- 八広駅の待避線設置に伴い、平日朝ラッシュ時の上り特急列車の行先変更[18]
- 土休日、自社線内快特の12両編成を上下3本増発[18]
- 大師線の運転間隔の見直し
- 泉岳寺行きの普通列車登場

### 2002年10月12日改正
京急蒲田駅の配線改良工事（空港線 - 横浜方面への渡り線を新設）の完成
2002年10月27日に予定されていた芝山鉄道線芝山千代田 - 東成田開業に伴う改正
- 地下鉄乗り入れ基準を満たした2100形が10編成揃ったのを受け、従来品川駅折返しであったいわゆる「A快特」を泉岳寺駅まで延長し、都営浅草線との接続を図った。
- 京急蒲田駅の空港線-横浜方面の渡り線完成により羽田空港駅 - 横浜方面の直通列車を大幅に増発。昼間時間帯は羽田空港 - 新逗子駅・浦賀駅間で運転（羽田空港 - 京急川崎間は特急、京急川崎 - 金沢文庫駅間は快特に併結。）。ラッシュ時は羽田空港駅発着の横浜方面の快特・特急（一部京急川崎駅発着列車の延長運転）が新設される。
- これに伴い快特は平日の昼間時間帯でも（土休日は早朝・深夜を除く）京急川崎 - 金沢文庫間で12両編成運転を行うようになった。
- 大師線の終車延長
- 土休日の優等の行先延長
- 京成線の運転体系の再編により、羽田空港駅 - 成田空港駅間のエアポート快特は京成線内快速運転に変更。京成成田駅までの運転になった。

### 2003年7月19日改正
- 昼間時間帯の羽田空港駅 - 京成線直通列車が快特に格上げされる（同時間帯の北総線からの直通列車は急行に統一）。
- 平日朝夕の羽田空港・横浜方面間直通電車を増発
- 土休日の羽田空港・横浜方面間直通電車を全電車新逗子発・浦賀着から浦賀・新逗子発着半々に変更
- 品川口の普通の均等化により、700系の本線運用消滅
- 平日ラッシュ時の12両編成の本数増加

これにより品川駅 - 羽田空港駅間は14分（上りは16分）に短縮された 　

### 2004年10月30日改正
羽田空港第2旅客ターミナルビル供用開始に伴う改正
・早朝の羽田空港アクセスの増強

### 2006年12月10日改正
京急蒲田駅付近連続立体交差事業の進捗に伴う修正。
- 同駅下り本線が、仮設線路へ切替これに伴い、所要時間の見直し
- 日中時間帯にA快特と急行の蒲田での相互接続を開始
- 朝ラッシュ時のC特急の行先延長
- 平日朝ラッシュの急行の平和島での待避を廃止

### 2007年12月2日改正
京急蒲田駅付近連続立体交差事業の進捗に伴う修正。
- 同駅上り本線、仮設線路へ切替。
- 平日朝の羽田空港行特急の快特待避廃止

### 2009年2月14日改正
羽田空港発着国際チャーター便対応と、C-ATS運用開始に伴う改正
- 早朝や深夜の空港線での快特増発や普通車の急行化による所要時間短縮

## 2010年代

### 2010年

#### 5月16日改正

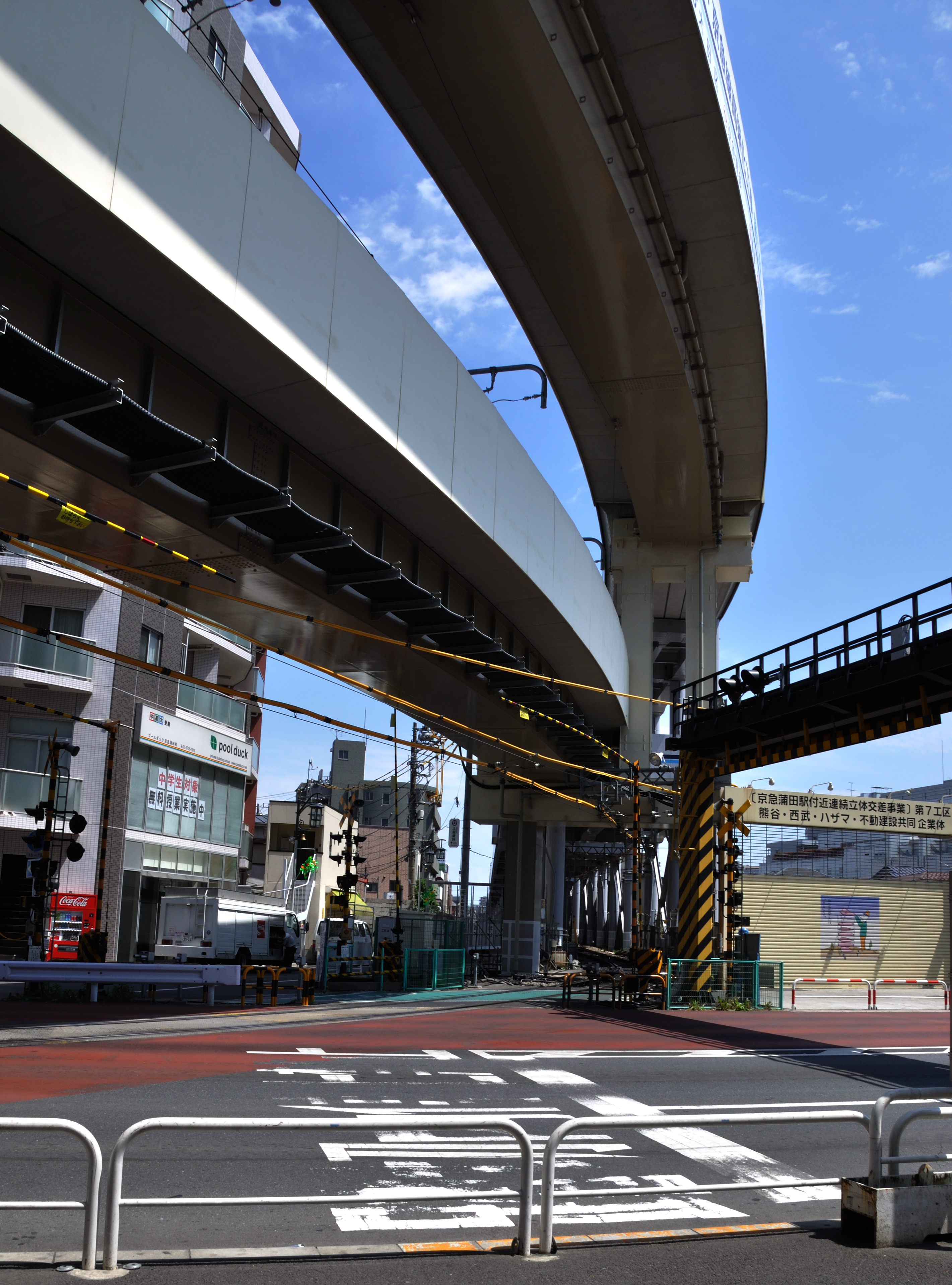
上り線が高架化された京急蒲田駅

京急蒲田駅付近連続立体交差事業の進捗に伴う改正。
- 本線・平和島駅 - 六郷土手駅間と空港線・京急蒲田駅 - 大鳥居駅間の上り線が高架化された。
- エアポート快特が京急線内においても独立した位置付けの種別名となり、京急蒲田駅は通過となった。
- エアポート急行が逗子線・新逗子駅に新設された。なお、本線の京急蒲田駅以南で急行系統の種別が設定されるのは1999年7月改正以来11年ぶりのことであった。
- また、品川方面発着の急行もエアポート急行に改称された。（停車駅の変更はなし）
- 横浜方面へのエアポート急行新設にともない、従来、金沢文庫駅以南は普通、金沢文庫駅 - 京急川崎駅間は快特、京急川崎駅 - 羽田空港駅（現・羽田空港第1・第2ターミナル駅）は特急として運転（金沢文庫駅 - 京急川崎駅間では本線快特と併結）されていた横浜方面 - 羽田空港駅間の直通列車は平日夜間の横浜方面への4本を残して廃止された。また、一部の区間で普通列車が減便された。
- 快特・京急ウィング号の停車駅に金沢八景駅が追加された。
- また、京成・北総でも成田スカイアクセス線乗務訓練に伴うダイヤ変更が行われている。

#### 7月17日改正
京成成田スカイアクセス線開業に伴う改正

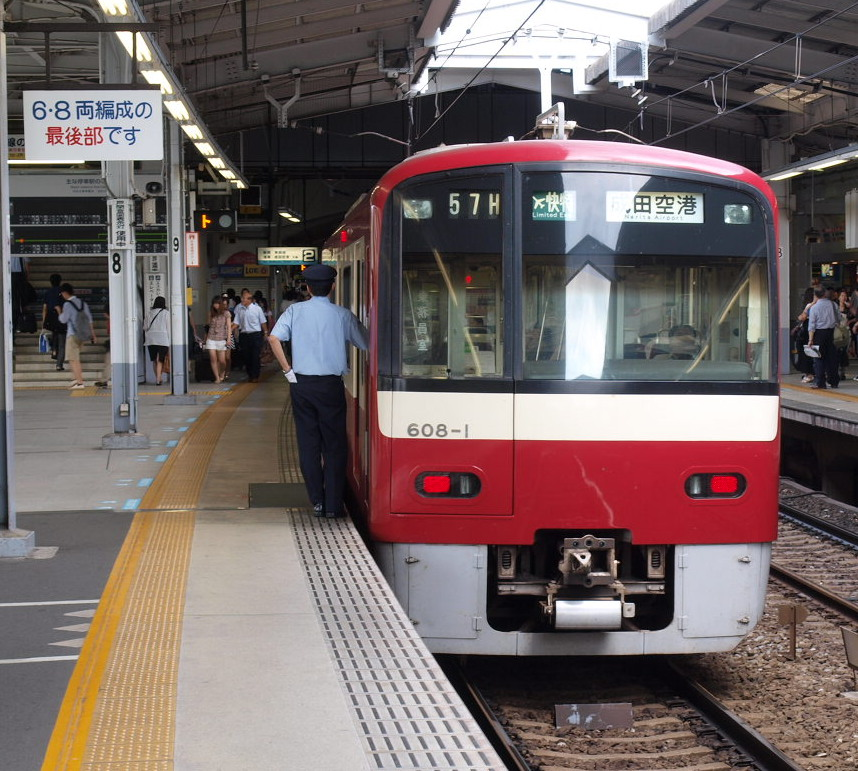
成田スカイアクセス線直通
成田空港行エアポート快特

- 今回の改正は直通先の京成グループが主体で、京急線内では一部列車の行き先の変更などにとどまった。
- 同線には有料特急の「スカイライナー」のほか、一般列車として「アクセス特急」が設定された。
- 日中のアクセス特急は羽田空港駅（当時）発着のエアポート快特（京急線・都営浅草線内）として運転され、車両はこの改正に合わせて運行を開始した京成3050形のほか、600形や新1000形10次車が使用されることとなった。これにより、2006年12月改正以来消滅していた京急車による成田空港駅への乗り入れ運用が復活した。一方で、京急車による京成本線の京成高砂駅以東への乗り入れは廃止された。
- 京成・北総・芝山線では駅ナンバリングが導入されたが、京急では10月改正での導入となる為、今回の改正では見送られた（都営浅草線は2004年に導入済み）。

#### 10月21日改正
羽田空港の国際線ターミナル(現・第3ターミナル)の供用開始による改正
- 空港線の羽田空港駅 - 天空橋駅間に羽田空港国際線ターミナル駅（現・羽田空港第3ターミナル駅、以下同）が開業した。
- なお、今回の改正の変更点は同駅への停車によるもののみである。
- エアポート快特も含めた全列車が同駅停車となったため、エアポート快特は品川駅-羽田空港国際線ターミナル駅間でのノンストップ運転となった。
- また、羽田空港駅は「羽田空港国内線ターミナル駅」（現・羽田空港第1・第2ターミナル駅）に改称された。
  - 泉岳寺駅を除く全駅に駅ナンバリングが導入された。路線記号は「KK（Keihin Kyuko／KK01は品川）」。

### 2011年

#### 節電ダイヤ
東北地方太平洋沖地震（東日本大震災）及び東京電力・福島第一原子力発電所での事故による電力事情悪化に伴う緊急ダイヤ改正

##### 3月22日 - 4月3日
- 各線終日、休日ダイヤをベースにした特別ダイヤで運転（平日ダイヤに対し、日中80%、ラッシュ時65％の運転本数）
  - 京急ウィング号は運転中止。
  - 京急久里浜線・京急久里浜 - 三崎口間は計画停電実施時間帯で減便（20分間隔）[27]。
  - 一部の快特で品川 - 金沢文庫間の増結を中止。

##### 4月4日 - 4月17日
- 各線、平日は朝・夕ラッシュ時は全線平日ダイヤで平常運行、日中は全体の80%の本数。休日は終日全線全体の80%の本数[28]。
  - 京急ウィング号、引き続き運転中止。
  - 京急本線、休日・日中（9時 - 16時頃）の快特で品川 - 金沢文庫間の浦賀発着車の増結を中止し、金沢文庫で接続。
  - 京急久里浜線・京急久里浜 - 三崎口間、および大師線は計画停電実施時間帯で減便。

##### 4月18日以降の修正
- 4月18日修正
  - ウィング号、運行開始[29]。
  - 快特浦賀発着車の増結を再開。
- 5月9日修正[30]
  - 日中、普通列車を中心に減便・行先・編成両数の変更、一部区間で減速運転。

##### 7月1日 - 9月22日
- 震災前の80% - 85%の本数で運転[31]
  - 平日、土曜・休日ダイヤ共通
    - 普通列車の一部減便（継続実施）。
    - 京急車の弱冷房車を拡大。
      - 8両固定編成…現行1両から2両へ拡大（通常の浦賀寄り3両目に加え、7両目を追加）
      - 6両・4両固定編成…現行設定なしの所を、新たに浦賀寄り3両目を弱冷房車に指定
      - 都営車・京成車・北総車の8両固定編成は通常通り浦賀寄り3両目のみ設定

    - 夕方ラッシュ以降は震災前の通常ダイヤ。

  - 平日ダイヤのみ
    - 京急久里浜線・京急久里浜 - 三崎口間減便（ - 8月31日[32]）。
      - 泉岳寺発着快特が同区間運休。
      - 運転間隔調整のため、京成押上線・青砥・京成高砂発着快特の一部が同区間延長運転。

    - エアポート急行・新逗子発着系統、10時 - 17時頃の1時間あたり1往復（毎時3本中1本が該当）の編成両数を8両から4両に短縮（ダイヤは通常通り）。

#### 9月23日改正
節電対策の見直しに伴う改正
- エアポート急行・新逗子発着系統
  - 下りの上大岡快特待避の解消
  - 日中の編成短縮措置の解除
  - 横浜始発の早朝便を設定、仲木戸（現・京急東神奈川）で横浜線橋本発東神奈川行始発列車と連絡
  - 平日朝ラッシュ時下りの神奈川新町止まりを金沢文庫まで運転
- 快特
  - 土休日夕方の泉岳寺発着便の運転時間拡大（品川発着から変更）
  - 土休日夕方下りにて泉岳寺発着便に4両増結（都営線直通系統から変更）
- 特急
  - 平日朝ラッシュ時京急久里浜 - 三崎口において、1往復増発
  - 土休日早朝の金沢文庫始発泉岳寺行を京急久里浜始発に変更
- 普通
  - 京急川崎 - 金沢文庫間、減便（継続実施）
  - 南太田での待避を解消し、スピードアップ
  - 日中の逗子線直通は金沢文庫発着に変更

### 2012年10月21日改正
京急蒲田駅付近連続立体交差事業の進捗に伴う改正
- 本線・平和島駅 - 六郷土手駅間と空港線・京急蒲田駅 - 大鳥居駅間の下り線が高架化され、同区間が完全に高架線となる。
- 品川・都心方面 - 羽田空港間の運行種別の見直し
  - エアポート急行・京成・北総線直通系統を快特に格上げ
  - エアポート快特のうち、成田スカイアクセスに直通しない青砥・高砂折り返し系統を快特に格下げし、京急蒲田に停車
  - これにより、空港線直通快特は10分間隔となる（うち40分に1往復は成田スカイアクセス直通エアポート快特・アクセス特急）
  - これに伴い、品川 - 京急蒲田間の普通列車が1時間当たり3往復増発。一部に京急蒲田始発・終着便も設定。
  - エアポート快特の種別色を緑から橙に変更
- 横浜方面 - 羽田空港間増発
  - エアポート急行・新逗子(現 逗子・葉山)発着系統が1時間あたり3往復から6往復に増発（震災節電ダイヤで間引き・減便した普通列車の枠を利用）
  - 同系統を夕ラッシュ時にも運転。
  - 代替として本線快特の新逗子・浦賀方面発着の増結を廃止もしくは金沢文庫発着となる。
- 平日朝ラッシュ時の羽田空港行を増発
  - 新逗子始発羽田空港行特急を普通列車から格上げし増発。普通列車は減便された。
  - 品川方面発羽田空港行快特を3本増発
- その他
  - 土休日夜間の品川発着本線快特の泉岳寺乗り入れを拡大する等、品川発着列車の泉岳寺延長を実施。
  - 京急蒲田駅の待避線併用開始に伴い、平日朝において普通列車が特急列車の待ち合わせを開始。

### 2013年10月26日変更
本線の運転形態及び土休日の運転間隔の見直し
- 朝・夕ラッシュ時間帯において、下り神奈川新町 - 金沢文庫間の運転パターンを変更
- 同時間帯の普通列車の途中駅での待避回数の減少及び待避駅の変更

### 2014年11月8日改正
羽田空港・成田空港アクセス強化
- エアポート快特の所要時間短縮
  - 平和島駅付近の仮線（京急蒲田駅高架化工事に伴うもの）を本線に移設し、接続部分の速度制限を緩和
  - 品川 - 羽田空港間の所要時間を1分短縮
  - 平日夜間のエアポート急行の一部をエアポート快特に格上げ
- 浅草線エアポート快特増発
  - 羽田空港 - 京成高砂間の快特を、都営浅草線内エアポート快特に、京成押上線内快速特急に格上げ。
- エアポート急行増発・接続改善
  - 空港線区間運転の普通列車の一部をエアポート急行に格上げ
  - 品川発着の一部を泉岳寺に乗り入れ

### 2015年12月5日改正
上り「モーニング・ウィング号」運行開始に伴う改正。
- モーニング・ウィング号
  - 平日朝ラッシュ時上りに2本設定
  - 1号は品川行き、2号は泉岳寺まで乗り入れ

- その他
  - 一部列車の延長運転等

### 2016年11月19日改正
平日帰宅ラッシュ時の運行体系の変更
- 平日ダイヤ
  - 一部ウイング号の発車時刻の繰り下げ
  - 夜間下りの一部増結車の増結相手を品川始発の快特から都営線からの快特に変更
  - 品川始発の快特3本を特急に格下げ
  - 羽田空港始発の行先を一部変更
- 土休日ダイヤ
  - 土曜朝上りの増結車の行先を変更
  - 朝上りの快特4本に増結車を増結

### 2017年10月28日改正
早朝・深夜時間帯を中心とする空港アクセス強化
- 平日ダイヤ
  - エアポート急行・横浜方面系統、朝羽田空港行3本増便
  - 泉岳寺始発浦賀行特急を三崎口行に変更
  - 印旛日本医大始発金沢文庫行最終特急を、北総線内普通からアクセス特急に格上げの上、成田スカイアクセス経由成田空港始発に変更
- 土休日ダイヤ
  - エアポート急行・横浜方面系統、羽田空港始発1本深夜便を増便
  - 京急蒲田止まりで羽田空港始発に接続していた特急を、京急久里浜まで延長
  - 京急車による浦賀始発特急京成佐倉行を新たに設定

### 2018年12月8日改正
- 羽田空港方面のエアポート急行1本を横浜始発から金沢文庫始発に延長
- 京成車による京急蒲田以南への乗り入れが復活

### 2019年10月26日改正
座席指定「ウィング」サービスの拡充
- 平日ダイヤ
  - 横須賀中央駅 - 品川駅間に「モーニング・ウィング号」を1本増発。増発分を1号とし、従来の1・2号は3・5号に変更。
  - 「京急ウィング号」を「イブニング・ウィング号」に改称。
  - ウィングの列車号数を上りは奇数、下りは偶数に統一（後述の「ウィング・シート」を含む）。
  - 通勤・通学時間帯に運転される金沢文庫駅発三崎口行き特急1本を神奈川新町駅発に延長。
  - 朝ラッシュ時間帯に品川駅発羽田空港行きエアポート急行を1本増発。
  - 京成車による京急久里浜駅 - 三崎口駅間の運用が消滅。
- 土休日ダイヤ
  - 泉岳寺駅 - 三崎口駅間を運転する快特のうち、上り8本および下り9本の2号車に「ウィング・シート（指定席）」を新設。
  - 早朝時間帯に運転される羽田空港駅発京成高砂駅行き3本の種別を快特からエアポート急行に変更。

## 2020年代

### 2020年7月20日変更
平日午前の一部快特を12両編成化
- 朝ラッシュピーク後の金沢文庫駅 - 品川駅間で、上下1本ずつ快特を8両から12両編成での運行に変更。
  - これに伴い、一部列車の時刻も変更。

### 2021年

#### 1月20日変更
緊急事態宣言発出に伴い平日の終列車時刻繰り上げ
- 大師線を除く各線の終列車付近で、一部列車の運休や行先を変更。
  - 下り特急4本、上り都営浅草線直通特急1本、上り都営・京成線直通エアポート急行1本がそれぞれ行先を変更。
  - 普通3本、エアポート急行1本と、「イブニング・ウィング号」の20号、22号がそれぞれ運休。
  - それに伴い、各列車で終列車時刻が繰り上げ。
- この終列車時刻繰り上げは、新型コロナウイルス感染症拡大に伴う緊急事態宣言の発出および国・1都3県知事からの要請を受けての対応であり、後述する3月27日改正ダイヤの前倒しではない。

#### 3月27日改正

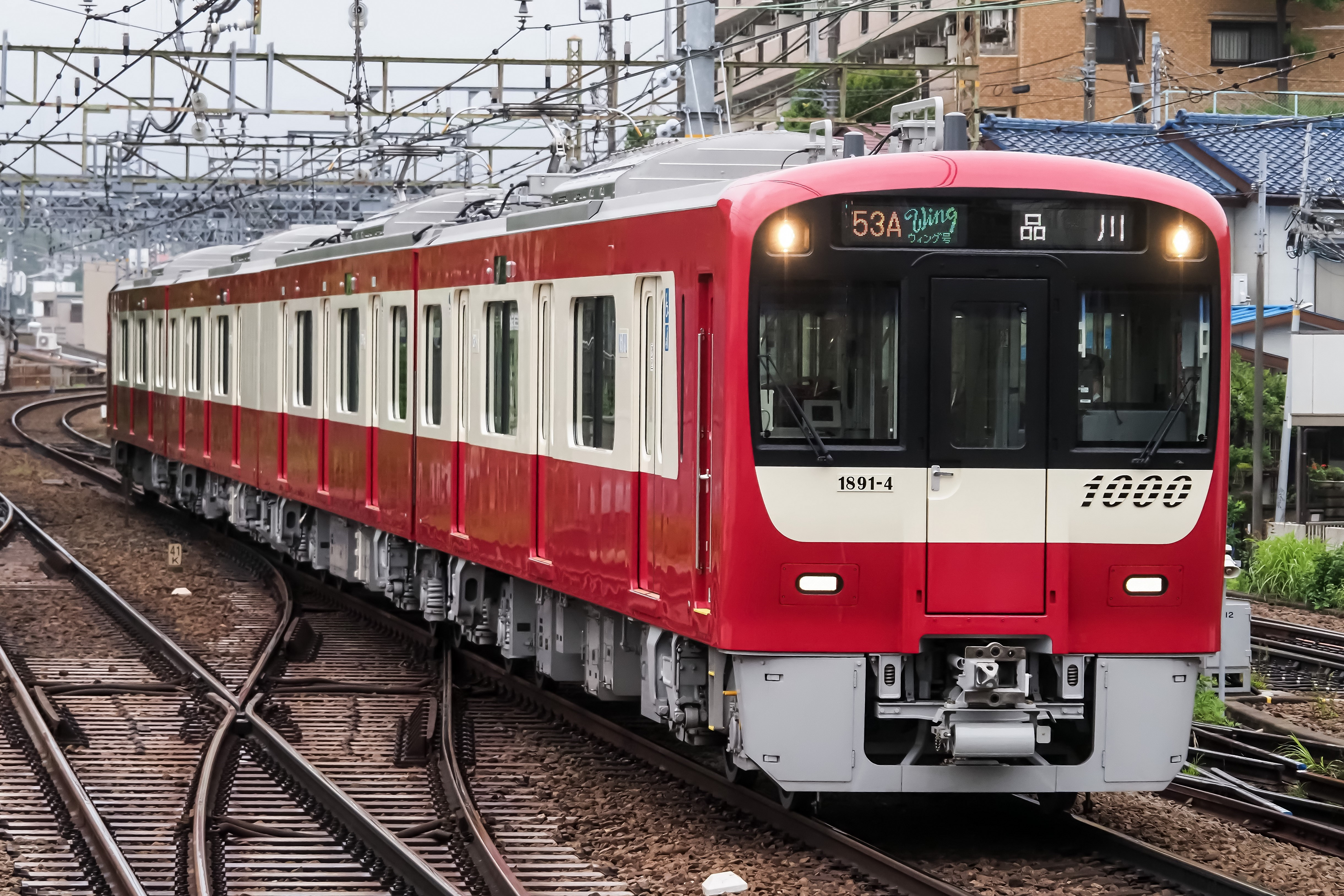
モーニング･ウィング3号に使用される新1000形新造車両

「モーニング･ウィング3号」を12両編成化及び終列車時刻繰り上げ
- 平日、土曜・休日ダイヤ共通
  - 2020年5月9日から運休となっていた、日中の品川駅 - 京急蒲田駅間を往復する普通列車が廃止。
- 平日ダイヤ
  - 終列車時刻を下り方面は大師線を除く各線で概ね15 - 30分、上り方面は空港線、逗子線で繰り上げ。
  - 新型コロナウイルス感染症流行による3密回避のため、終列車前に列車を増発。
  - 5月6日から「モーニング・ウィング3号」を最大で12両編成化。128席拡充。
    - 三浦海岸駅 - 金沢文庫駅間は新造された新1000形4両編成で、金沢文庫駅 - 品川駅間は8両編成を増結して、12両編成で運行。
- 土休日ダイヤ
  - 「ウィング・シート」の事前購入が可能に。

#### 10月18日変更
平日日中の京急久里浜駅 - 三崎口駅間で減便
- 11時から15時の間、京急久里浜駅 - 三崎口駅間で従来の10分間隔（毎時6本）から、20分間隔（毎時3 - 4本）に変更して運行。
  - 上下線で各10本ずつ、計20本が運休。

### 2022年

#### 2月26日改正
- 京急蒲田駅発の羽田空港駅行始発列車を品川駅発に延長し、羽田空港へのアクセスを向上[53]
- 平日ダイヤのイブニング・ウィング号の品川駅発車時刻を概ね20分間隔にパターン化
- 日中時間帯（11時 - 15時）の京急久里浜 - 三崎口駅間が約20分間隔の運行に変更
- 土休日の快特列車の12両運転を一部変更

#### 11月26日改正
本改正は前述の1999年7月31日改正以来の大規模なものとなった
- 日中の運行パターンを快特と特急の交互10分間隔に変更、待ち合わせ駅での普通との接続も改善
  - 特急停車駅からの乗車機会を増やす
- エアポート急行の逗子・葉山発着の系統が日中は1時間あたり6本から3本に減少
  - その代替として、日中の空港線 - 品川・都営線方面の快特の一部を特急に変更し、空港線内各駅(糀谷,大鳥居,穴守稲荷,天空橋の4駅)の10分間隔を維持
  - エアポート快特は従来どおり40分間隔で運転し、空港への速達サービスは継続
  - 逗子線内では金沢文庫〜逗子・葉山間の普通を1時間あたり3本運転し、10分間隔を維持
- モーニング・ウィング5号の運行時刻を約30分繰り上げ、品川駅到着時間を8:53、泉岳寺駅到着を8:56とする
- 土休日の日中上り快特で、「ウィング・シート」の上り乗車可能駅を追加
- 電車のダイヤ改正に合わせて、バスも同時にダイヤ変更し駅から先の利便性も向上
  - 電車の利便性だけではなく、街全体の利便性からバスのダイヤも一部エリアで同時に変更

### 2023年11月25日改正
ご利用状況を踏まえたウィングサービスの変更
- 混雑時間帯の利便性向上
  - 平日ダイヤ
    - 上り：特急停車駅の利便性向上のため、朝ラッシュ時間帯の上り「快特」1本を「特急」に変更
    - 下り：ご利用の多い朝ラッシュ時間帯に下り列車を2本増発

  - 土休日ダイヤ
    - 空港線：ご利用の多い夜間時間帯（23時台）に品川方面・横浜方面への直通列車を各1本増発
- 「エアポート急行」の名称を「急行」に変更

### 2024年11月23日改正
【KQuick限定】イブニング・ウィング号の乗車駅追加
- すべてのイブニング・ウィング号の乗車駅に京急蒲田、京急川崎、横浜を追加
- 羽田空港の利用客の利便性向上
  - 平日ダイヤ・土休日ダイヤ共通
    - 深夜時間帯に羽田空港の利用客の利便性向上のため、羽田空港 24時05分発「快特 品川行」新設

  - 土休日ダイヤ
    - 早朝、夜間時間帯に横浜方面 - 羽田空港間直通列車増発
- 大師線の平日下り終列車時刻の繰り下げ
  - 京急川崎発「小島新田行」終列車の時刻を繰り下げ